# Émirat de Tbilissi
736–1122
Entités précédentes :
- Empire byzantin
- Empire khazar

Entités suivantes :
- Royaume de Géorgie

L'émirat de Tbilissi (en géorgien : თბილისის საამირო, en arabe : إمارة تفليسي Imārat Tiflisi), était un État du Haut Moyen Âge situé dans le Caucase. Il se situait à l'est de l'actuel Géorgie et était établi autour de la ville de Tbilissi de 736 à 1122. Fondé par les Arabes lors de leur conquête de la Géorgie, l'émirat était un avant-poste important des dirigeants musulmans dans le Caucase. En 1122, la ville est reprise par les Géorgiens emmenés par le roi David IV. La ville restera désormais la capitale de la Géorgie jusqu'à nos jours.

Caucase, 740
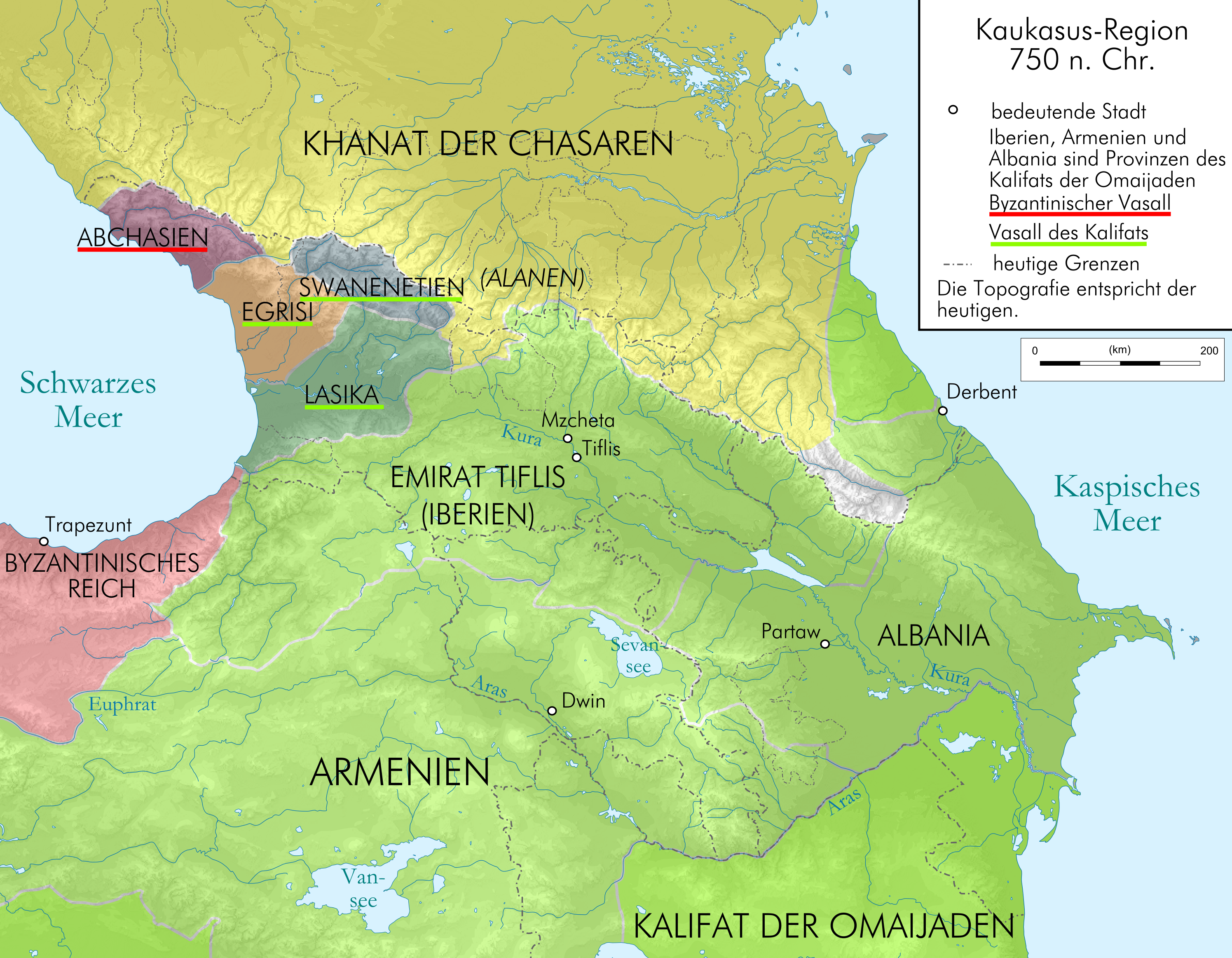
Caucase, 750
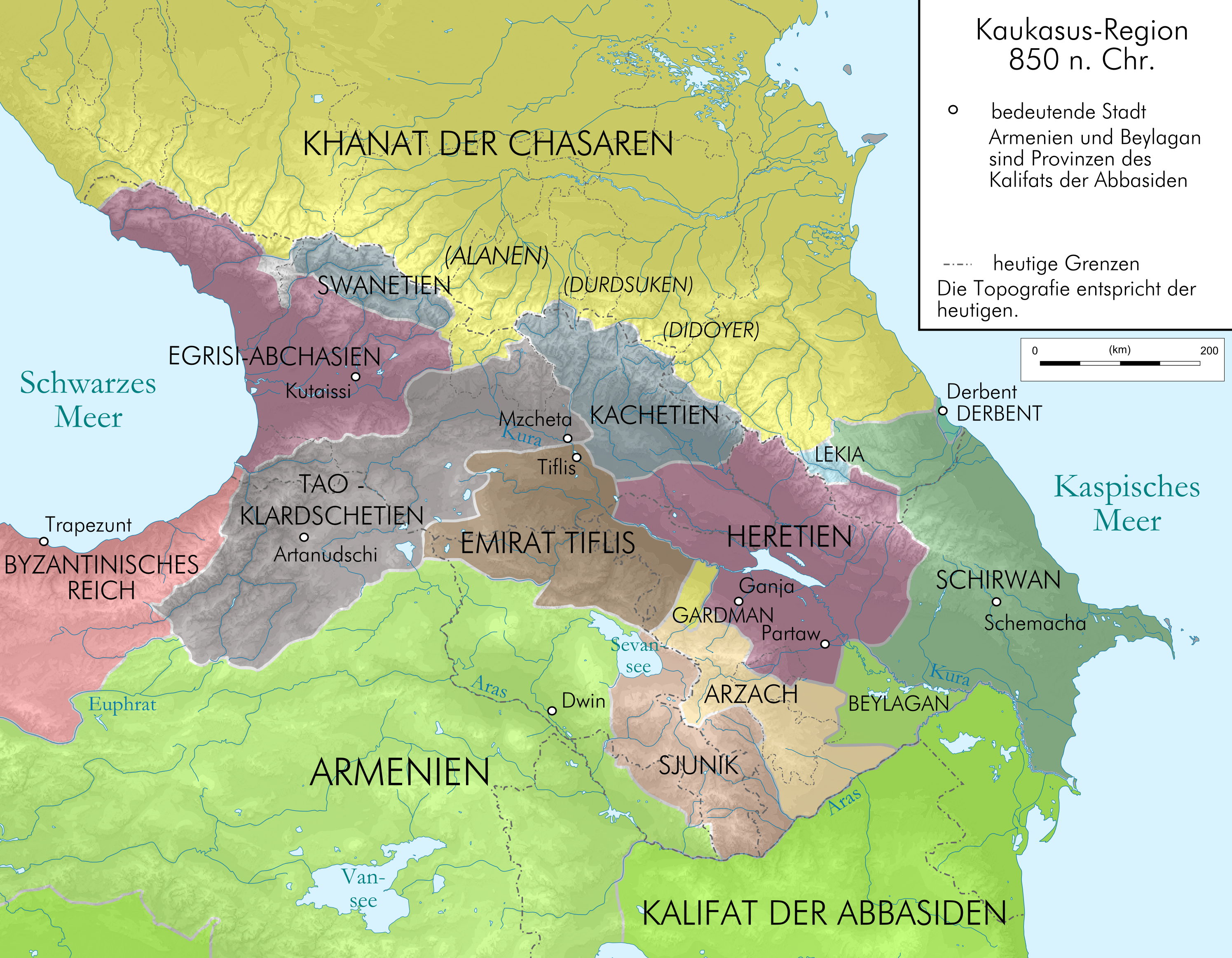
Caucase, 850
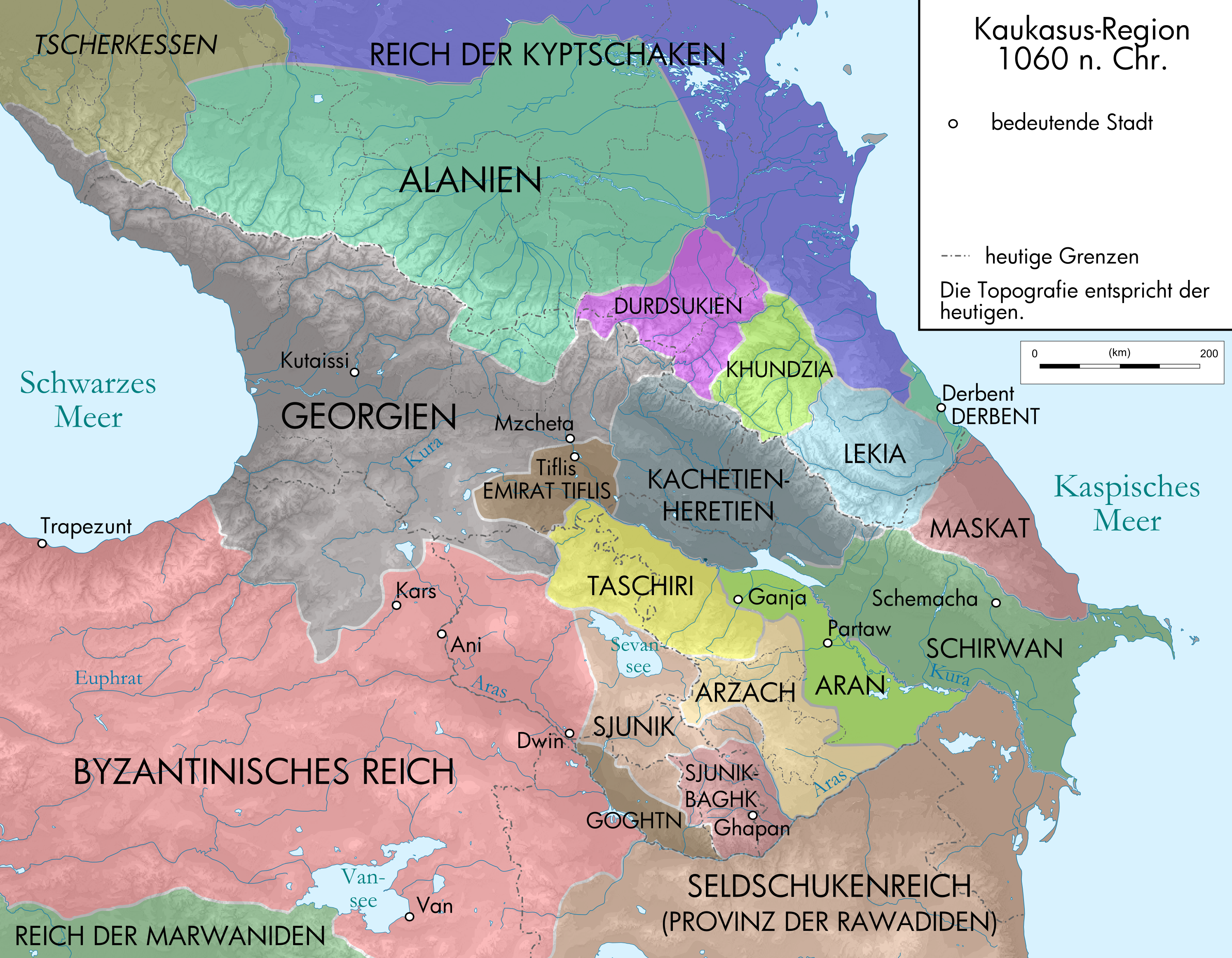
Caucase, 1060

## Dirigeants
- Liste des émirs de Tbilissi (ca)
- Ali ibn Chouab al-Tiflisi